# Cleômenes I
Cleômenes I (português brasileiro) ou Cleómenes I (português europeu) (em grego: Κλεομένης) foi rei da cidade-Estado grega de Esparta de 520 a.C. até 491 a.C. ano da sua morte. Pertenceu à Dinastia Ágida. Destacou-se por seu papel no combate a Hípias e no combate à influência persa no jogo político grego.
Cleômenes era o filho mais velho de Anaxândrides II e meio irmão de Leônidas I. Seu arranjo familiar é singular em Esparta dado que foi autorizado a seu pai a bigamia já que sua primeira esposa não lhe dava filhos - o que ocorreu após o nascimento de Cleômenes, tendo ele três meio irmãos. 
Seu governo inicialmente se caracterizou pela recusa a se envolver em eventos estrangeiros (provavelmente por medo de revoltas Hilotas), o que mudou com seu envolvimento na política ateniense - apesar disso, recusou-se a envolver Esparta na Revolta Jônica. Foi Cleômenes que liderou a campanha que levou à queda da tirania de Hípias em Atenas.
Teve grandes disputas com Demarato, co-rei espartano que a ele se opôs em muitas situações. Derrubou-o do trono através de pagamento de propina ao Oráculo de Delfos. As consequências desse evento fizeram com que precisasse se exilar.
Exilado, buscou construir uma aliança com os arcadianos com resultados ambíguos, também há hipóteses de que incitou revoltas hilotas - tais pontos são historiograficamente disputados. Convocado de volta à Esparta, foi considerado louco e preso. Segundo Heródoto de Halicarnasso, ter-se-á suicidado no cárcere, num acesso de loucura, com recurso a um tipo de punhal cerimonial (a que na altura se denominava macaira).
Ele não teve filhos homens legitimamente conhecidos, apenas uma filha, chamada Gorgo. Ele foi sucedido por seu meio irmão e genro Leônidas, que se casou com Gorgo após sua morte (da qual historiadores modernos suspeitam que Leônidas e Gorgo possam ter tido participação, recusando a hipótese de suicídio).